# ترلاگو
ترلاگو (به ایتالیایی: Terlago) یک کومونه در ایتالیا است که در ترنتینو واقع شده‌است.

## خصوصیات
ترلاگو ۳۷٫۰ کیلومترمربع مساحت و ۱٬۵۷۱ نفر جمعیت دارد.